# بریستول نوع ۱۰۱
بریستول نوع ۱۰۱ (به انگلیسی: Bristol Type 101) یک هواگرد ساختِ کارخانهٔ بریستول ایروپلین در کشور بریتانیا است. این هواگرد برای نخستین بار در ۸ اوت ۱۹۲۷ میلادی مورد استفاده قرار گرفت.